# Elk Garden
Elk Garden és una població dels Estats Units a l'estat de Virgínia de l'Oest. Segons el cens del 2000 tenia 217 habitants.

## Demografia
Segons el cens del 2000, Elk Garden tenia 217 habitants, 89 habitatges, i 59 famílies. La densitat de població era de 322,2 habitants per km².
Dels 89 habitatges en un 31,5% hi vivien nens de menys de 18 anys, en un 48,3% hi vivien parelles casades, en un 15,7% dones solteres, i en un 32,6% no eren unitats familiars. En el 29,2% dels habitatges hi vivien persones soles el 12,4% de les quals corresponia a persones de 65 anys o més que vivien soles. El nombre mitjà de persones vivint en cada habitatge era de 2,44 i el nombre mitjà de persones que vivien en cada família era de 3.
Per edats la població es repartia de la següent manera: un 23,5% tenia menys de 18 anys, un 8,8% entre 18 i 24, un 26,3% entre 25 i 44, un 28,6% de 45 a 60 i un 12,9% 65 anys o més.
L'edat mediana era de 40 anys. Per cada 100 dones de 18 o més anys hi havia 97,6 homes.
Entorn del 21,7% de les famílies i el 22,9% de la població estaven per davall del llindar de pobresa.

## Poblacions més properes
El següent diagrama mostra les poblacions més properes.